# راؤول مارسيل باريتو
راؤول مارسيل باريتو هو لاعب كرة قدم برازيلي في مركز حراسة المرمى، ولد في 6 فبراير 1948 في كامبيناس في البرازيل، وتوفي في 2011. لعب مع نادي بالميراس.

## وصلات خارجية
- راؤول مارسيل باريتو على موقع أوليمبيديا (الإنجليزية)